# Wally Funk
Mary Wallace "Wally" Funk, född 1 februari 1939 i Las Vegas, New Mexico, är en amerikansk flygare.
Hon började flyga professionellt vid 20 års ålder. Hon var National Transportation Safety Boards första kvinnliga utredare och Federal Aviation Administrations första kvinnliga inspektör.
Hon var en av 13 kvinnor, kallade Mercury 13 som genomgick och klarade samma medicinska tester som USA:s första manliga astronauter, kallade Mercury Seven.
Den 1 juli 2021 meddelade Blue Origin att företagets grundare och ägare Jeff Bezos erbjudit henne att flyga på den första bemannade flygningen av företagets New Shepard-raket, tillsammans med honom. Flygningen gjordes den 20 juli 2021.